# Jacques-Antoine Huguet
Pour les articles homonymes, voir Huguet.
Jacques-Antoine Huguet (° 28 mars 1751 Billom, † 30 juillet 1819 Riom) est un homme politique français, dont la carrière débuta pendant la période de la Révolution et se poursuivit sous l'Empire. Il est élu député aux États généraux en 1789. Il est également maire de Billom.

## Avant la Révolution
Il est le fils d'Antoine Huguet (avocat en parlement et bailli de Billom) et de Françoise Mignot. Il est le frère de Pierre Henri Charles Huguet (1755-1830), notaire au Châtelet de Paris de 1794 à 1813. Il est le beau-frère de Jacques Picot-Lacombe , député du Puy-de-Dôme qui a épousé sa sœur Marie en 1783.
Il devient lui-même avocat. Il adhère à la franc-maçonnerie à Clermont-Ferrand.
En février 1789, il participe activement à l'assemblée générale des habitants de Billom. Il sera entre autres chargé d'établir le résumé des doléances et de l'organisation des états provinciaux.

## Les  États généraux
Il est élu avec Gaultier de Biauzat comme représentant du tiers état pour le bailliage de Clermont en Auvergne.
Le 20 juin 1789, il signe le serment du Jeu de paume. Il est membre du comité des subsistances de l'assemblée constituante. Il fonde avec Gaultier de Biauzat le Journal des débats et des décrets. 
À la suite d'un débat houleux lors d'une réunion rassemblant les députés auvergnats et bourbonnais, il est blessé en duel par Pierre-Victor Malouet, député du tiers-état de Riom.

## La suite de sa carrière politique
Après 1791, il devient maire de Billom et membre du conseil départemental du Puy-de-Dôme.
Il fut élu par 252 voix sur 451 votants au Conseil des Cinq-Cents le 24 vendémiaire an IV. Il y siège entre 1795 et 1799 comme représentant du Puy-de-Dôme. Il y est mentionné comme membre d'une commission sur l'organisation du notariat.  
Il adhère au coup d'État de Brumaire. Il est nommé préfet de l'Allier le 3 mars 1800. Il est l'auteur du livre Statistiques du Département de l'Allier (1801). Ensuite, il est conservateur des eaux et forêts à Aix-en-Provence.
Il entre le 27 mars 1802 au corps législatif comme représentant du Puy-de-Dôme, département qu'il représente jusqu'au 4 juin 1814.
Il est nommé en juin 1811 par Napoléon comme conseiller à la cour impériale de Riom.

## Source
- « Jacques-Antoine Huguet », dans Adolphe Robert et Gaston Cougny, Dictionnaire des parlementaires français, Edgar Bourloton, 1889-1891 [détail de l’édition] [texte sur Sycomore]